# Monasterio de San Juan el Teólogo
El  Monasterio de San Juan el Teólogo  (en griego: Μονή Αγίου Ιωάννου του Θεολόγου, Moní Ayíou Ioánnou tou Theológou) es un monasterio ortodoxo situado en la isla de Patmos en Grecia. 
Depende directamente del Patriarcado ecuménico de Constantinopla. 
Está inscrito en el Patrimonio de la Humanidad de la Unesco desde 1999.

## Historia
Para conocer la historia del monasterio en tiempos medievales disponemos de los archivos y la vida de Léontios, tesorero del monasterio. 
- El monasterio fue fundado en 1088 por Cristódulo Latrinos de Patmos, al cual el emperador Alejo I Comneno había donado la isla, pero que más tarde huirá de una rebelión de los monjes e irá a refugiarse a Eubea donde morirá en 1093.
- El monasterio es el origen de la riqueza de la isla, puesto que el convento fortificado se benefició de numerosos privilegios. Recibió también una de las más prestigiosas bibliotecas de su tiempo.
- En 1132, el monasterio recibió el estatuto imperial.
- En 1157, Leontios defiende los privilegios del monasterio ante Manuel I Comneno.
- El monasterio, que llegó a albergar 1700 monjes, no cuenta más que con alrededor de 25 hoy día, pero su patrimonio de tierras sigue siendo impresionante ya que tiene aún propiedades en otras islas.